# Объединение Руси
Объединение Руси или собирание русских земель (в историографии XIX века «собирание Русской земли») — начавшийся в XIV веке процесс интеграции (соединения) раздробленных русских княжеств вокруг новых экономических и политических центров. 
Поглощение (присоединение) одних княжеств (земель) другими осуществлялось в различных формах — через женитьбы, наследование, путём покупки, на основании ярлыка, полученного в Орде, и посредством завоеваний. Объединительные процессы начались ещё в XII—XIII веках, вскоре после возникновения самостоятельных княжеств, но они были прерваны монгольским нашествием (1237—1241).
В Северо-Восточной Руси этот процесс возглавило Великое княжество Московское, вышедшее победителем в жёсткой конкурентной борьбе с Великим княжеством Тверским и другими соседними княжествами и ставшее основой централизованного Русского государства. В Западной Руси собирание русских земель проводило иноэтничное в своей основе Великое княжество Литовское. В меньших масштабах расширением своих владений за счёт соседей занимались и другие великие княжества: Рязанское, Смоленское, Брянское, но все они, в конечном итоге, утратили свою независимость и вошли в состав Московского либо Литовского великих княжеств, между которыми возникла общая граница на рубеже XIV и XV веков.
К концу XV века с освобождением от монголо-татарского ига и присоединением Новгородской республики статус Московского великого княжества резко вырос, и обострилась его борьба с Великим княжеством Литовским, выразившаяся в длинной череде русско-литовских и, после образования Речи Посполитой, русско-польских войн. С этого времени борьба за наследие Древней Руси была осмыслена московскими князьями как официальная политическая программа. Присоединение западнорусских земель к Российской империи в конце XVIII века под лозунгом «Отторженная возвратихъ», а также кратковременное присоединение Галицкой Руси в ходе Первой мировой войны воспринимались в России как логическое продолжение и завершение процесса объединения Руси.

## Процессы домонгольского периода

Русские княжества в 1237 году накануне монгольского нашествия

К началу XIII века Русь состояла из полутора десятков княжеств или, по летописной терминологии, «земель», в большинстве из которых шёл интенсивный процесс образования более мелких удельных княжеств. В то же время сами земли пока сохраняли территориальную стабильность, и среди них вызревало несколько потенциальных центров объединения.
Номинальной столицей Руси продолжал оставаться Киев. Киевское княжество рассматривалось как общее владение княжеского рода, и право на получение столов в нём (т. н. «причастие») имели все главные ветви Рюриковичей. Подобная ситуация была характерна и для Новгорода. Он тоже не имел собственной династии и приглашал к себе князей из разных земель, при этом серьёзно ограничивая их в правах. Наличие нескольких «общерусских» столов служило важным объединяющим фактором, поскольку борьба за них приводила к переплетению интересов всех русских земель.
Наиболее часто занимали киевский престол представители смоленских Ростиславичей и черниговских Ольговичей. При этом в Киев переходил старший представитель линии, оставляя соответственно Смоленск или Чернигов второму по старшинству. Также они эпизодически владели Новгородом, Галичем и Переяславлем, но это не вылилось в образование новых государственных форм. Киевское княжество с середины XII века (после княжения Изяслава Мстиславича) перестало быть опорным пунктом для общерусского влияния князей, ведших более широкую политику. Параллельно возникли новые центры: на северо-востоке Руси — Владимир, ставший столицей Ростово-Суздальской земли (с 1157), и на юго-западе — Галич, ставший столицей Перемышльско-Теребовльской земли (с 1140). Князья этих земель достигли высокой внутренней территориальной концентрации и стали влиять на занятие киевского престола другими князьями, не претендуя на него лично. В середине 1170-х годов во Владимиро-Суздальском княжестве великокняжеская власть при поддержке формирующегося дворянства и ремесленных городов одержала победу над боярством, аналогичные изменения произошли в Галиче в ходе войны 1205—1245 годов. При этом Галицкое княжество было объединено с Волынским в 1199 году. В Галицко-Волынском княжестве происходила ликвидация удельных княжеств с предоставлением князьям земель на правах подручников.

## Монгольское нашествие и его последствия
Естественный ход централизации оказался деформирован монгольским нашествием (1237—1240), после которого все русские княжества оказались под верховной властью Золотой Орды. Дальнейшее объединение русских земель проходило в тяжёлых внешнеполитических условиях и диктовалось в первую очередь политическими предпосылками. Все крупные русские князья были вызваны в Орду и признали власть монголов. Владимирский князь Ярослав Всеволодович в 1243 году получил ярлык от хана Батыя на всю Русь и отправил своего наместника в Киев. Но после смерти Ярослава, который был отравлен в столице Монгольской империи Каракоруме в 1246 году, было выдано два ярлыка его сыновьям: Андрею — на Владимирское княжество, а Александру Невскому — на Киев и Новгород. В Южной Руси единственным сильным князем остался Даниил Романович Галицкий. В 1250—1253 годах он покорил ятвяжские земли и Чёрную Русь, а в 1254 году получил из рук папы римского титул короля Руси. Даниил своими силами выступил против Орды и нанёс её войску ряд поражений, став, таким образом, первым русским правителем, который сумел выбить монголо-татар со своей земли. Тем не менее, избавиться от ордынской зависимости Галицко-Волынскому княжеству не удалось.
Во второй половине XIII века связи между землями, от политических контактов и торговли до упоминания друг друга в летописании, достигли минимума. Большинство земель подверглось дальнейшему сильному дроблению. По некоторым оценкам, общее число княжеств достигло 250. Киев пришёл в упадок. В нём правили местные провинциальные князья, которые не претендовали на общерусское главенство. В 1299 году киевский митрополит перенёс свою резиденцию во Владимир.
Владимиро-Суздальское и Черниговское княжества распались на независимые уделы. Как ранее Киев в масштабе всей Руси, Владимир и Чернигов перестали быть резиденциями князей и превратились в символические старшие столы. Смоленское княжество избежало раздробленности, но оказалось сильно ослабленным и не имело людских ресурсов для экспансии. В Галицко-Волынском княжестве, также избежавшем раздробленности, в 1325 году род Романовичей был отстранён от власти, что положило начало войне за галицко-волынское наследство. Её результатом стал раздел княжества между Королевством Польским (захватило Галицкую землю) и Великим княжеством Литовским (захватило Волынскую землю). Таким образом, все старые игроки сошли с арены, новыми объединительными центрами стали княжества, прежде не игравшие заметной роли.

## Юго-Западная Русь

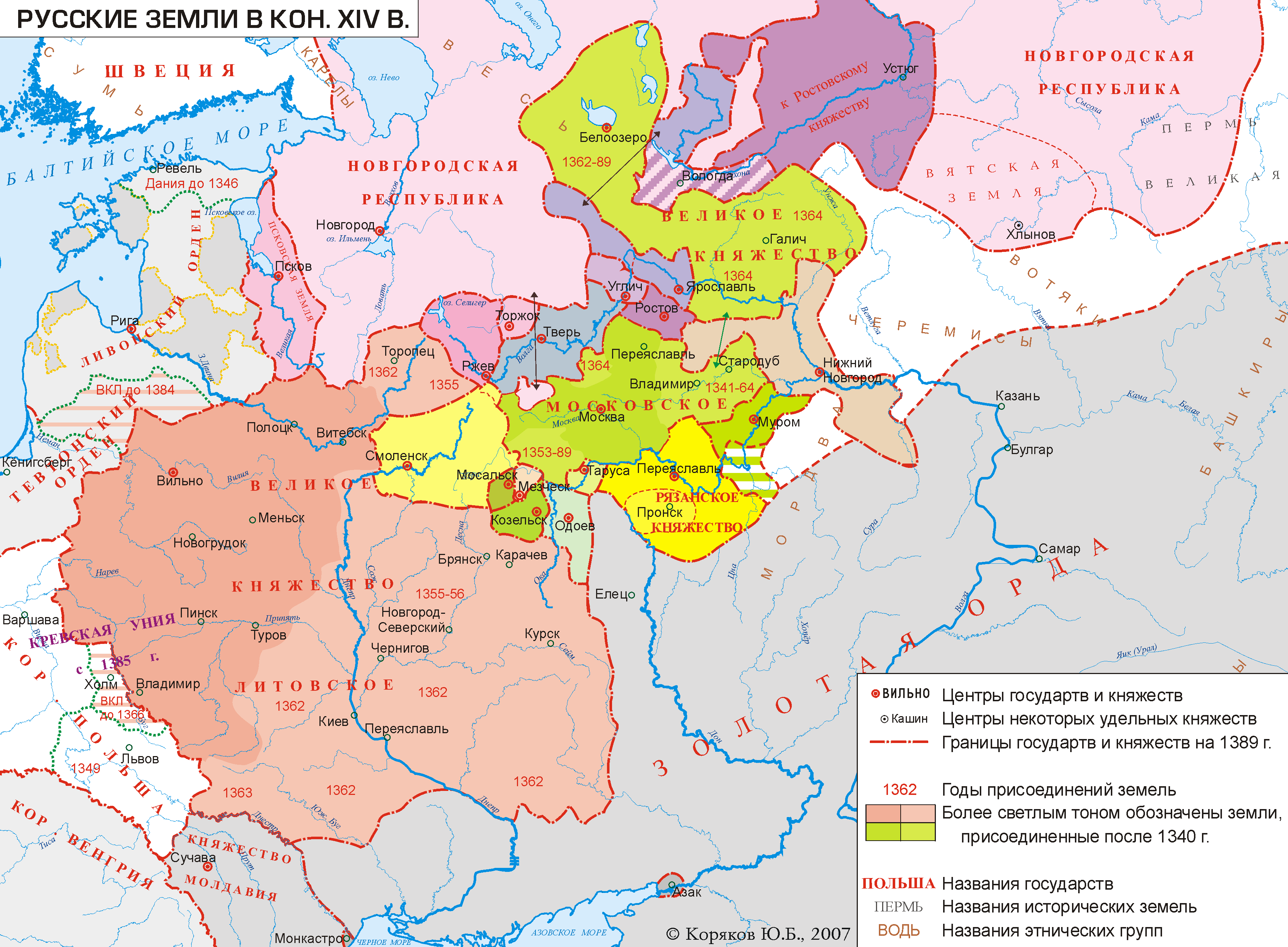
Русские земли в конце XIV века

В XIV веке бо́льшая часть русских земель оказалась объединена вокруг Вильны — столицы возникшего в середине XIII века Великого княжества Литовского. К началу XIV века во владении литовских великих князей из рода Гедиминовичей путём добровольного подчинения либо завоеваний оказались Городенское, Полоцкое, Витебское, Турово-Пинское княжества. Тем самым ушло в прошлое единоличное правление Рюриковичей и родовое единство Руси. В ослабленной Южной Руси литовцы не встретили серьёзных конкурентов. Великий князь литовский Ольгерд Гедиминович (1345—1377) присоединил Брянск (1356) и Киев (1362), но безуспешно пытался взять Москву. С присоединяемых к Литве русских земель прекращались выплаты дани в Орду (за исключением выплат в 1370-е годы в пользу ордынского узурпатора Мамая). Великий князь Ольгерд заявлял о своём желании объединить под своим владением всю Русь и многое сделал для избрания на общерусскую митрополию своих кандидатов.
В 1384 году борьба за власть в Великом княжестве Литовском и наличие общих врагов у Москвы и Литвы привели к заключению Московско-литовского договора, по которому Ягайло и братья признавали вассалитет по отношению к Дмитрию Донскому и объявляли о намерении креститься в православие. Договор скреплялся браком Ягайло и Софьи, дочери Дмитрия Донского. Договор открывал широчайшие перспективы для объединения русских земель, однако в силу приложенных соседними державами усилий, направленных на недопущение такого развития событий, оговоренные в нём положения так и не были реализованы. Ягайло согласился на предложение польской знати о занятии вакантного польского престола через брак с 13-летней Ядвигой и принятии католичества. Кревская уния 1385 года стала важной вехой в истории Восточной Европы, положив начало четырёхвековому польско-литовскому союзу и отдельному развитию Западной Руси в условиях наступления католичества и польско-шляхетской культуры.
Наивысшего могущества Великое княжество Литовское достигло в годы правления великого князя Витовта. В 1392 году литовцы утвердили за собой Волынь, а в 1404 году захватили Смоленск. В 1408 году была установлена общая граница между Литовским и Московским княжествами по р. Угре менее чем в 200 км юго-западнее Москвы. В своём завещании московский князь Василий Дмитриевич (1423) отдавал под защиту Витовта жену (дочь Витовта) и сыновей, аналогичное завещание оставил Василий Васильевич Тёмный. В 1427 Софья официально передала Московское княжество под руку Витовта, который примерно в это же время заключил договоры с князьями тверским (1427), рязанским (1430) и пронским (1430), согласно которым они становились его вассалами.

## Северо-Восточная Русь

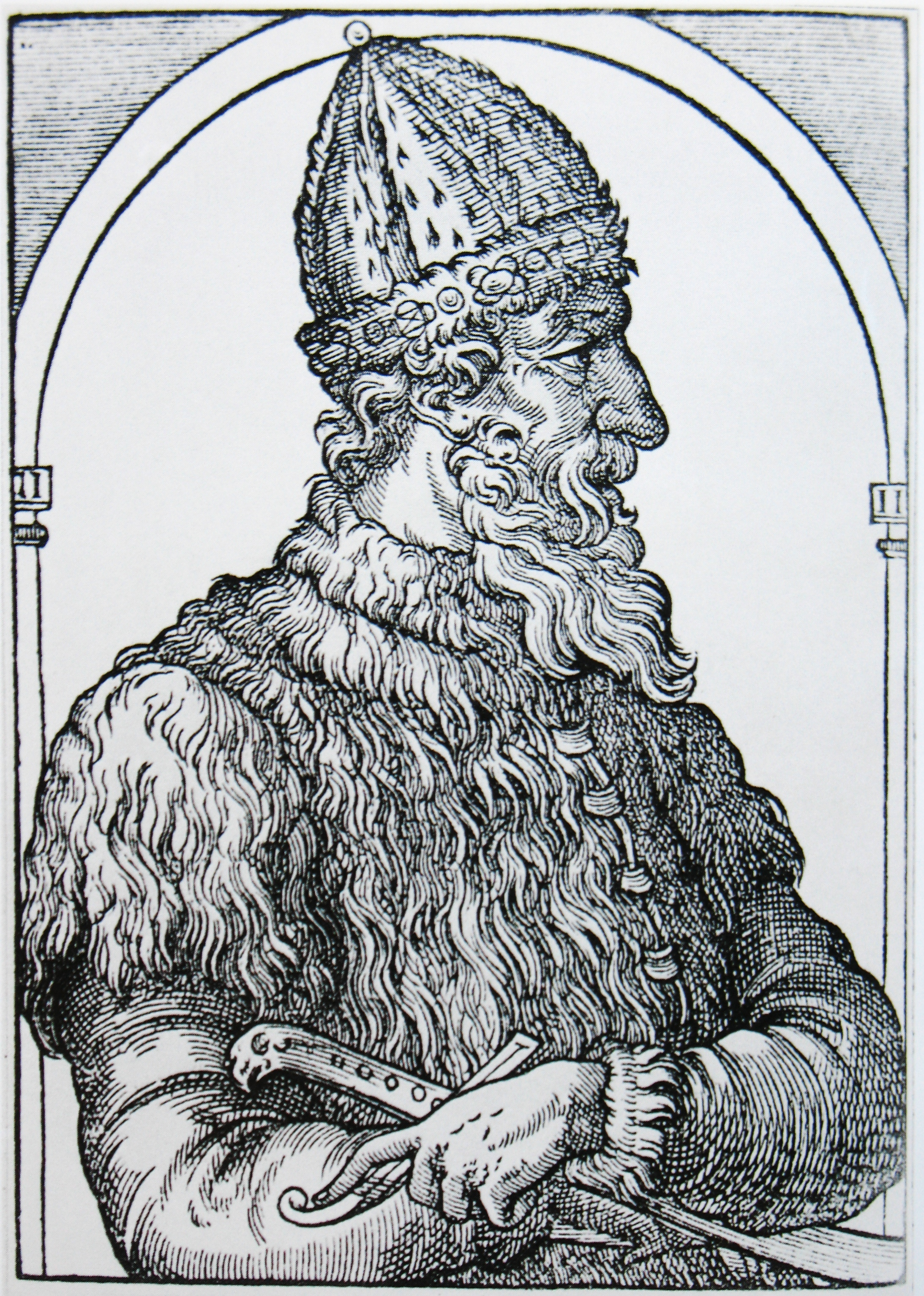
Иван III Великий создал централизованное русское государство

Иная ситуация была в Северо-Восточной Руси, где по-прежнему правили Рюриковичи, потомки Мономаха: там в пределах бывшей Владимиро-Суздальской земли существовало несколько крупных княжеств, которые боролись друг с другом за контроль над Владимирским великокняжеским столом. С начала XIV века великие князья владимирские стали носить титул с приставкой «всея Руси», но их реальная власть ограничивалась только территорией Владимирской земли и Новгородом. В XIII веке владимирским столом владели князья Твери, Костромы, Переяславля и Городца, в XIV веке — Твери, Москвы и Суздаля. В борьбе за обладание Владимиром перевес постепенно оказался на стороне Московского княжества, чему способствовала активная и дальновидная политика первых московских князей. Московские князья получали Владимир, начиная с Ивана Калиты, и за немногими исключениями успешно удерживали его. Обладая одновременно двумя княжествами, Московским и Владимирским, они неуклонно увеличивали их территорию за счёт соседних княжеств или их отдельных волостей (земли вне Северо-Восточной Руси обычно присоединялись непосредственно к Московскому княжеству и передавались по наследству, земли внутри Северо-Восточной Руси присоединялись к Владимирскому княжеству, причём в устройство последнего активно вмешивалась Орда, препятствовавшая слишком сильной концентрации территорий в одних руках). При Дмитрии Донском Владимир стал московским наследственным владением. Большое значение имело перенесение резиденции митрополита из Владимира в Москву, превратившуюся в духовный центр возрождавшегося Русского государства. Столь же важное значение для утверждения Москвы как общерусского центра имела победа московского князя Дмитрия Донского на Куликовом поле (1380).
Северо-Западная Русь (Новгород и Псков) длительное время оставалась автономной единицей, маневрируя между двумя центрами, хотя со времени Ярослава Всеволодовича Новгород за редким исключением подчинялся именно владимирским князьям. В 1333 году на новгородский стол впервые был приглашён литовский князь — Наримунт Гедиминович. В 1449 году между Москвой и Литвой был заключён Вечный мир, согласно которому Новгород признавался зоной влияния великого князя Московского. Уже в 1456 году был заключён неравноправный московско-новгородский договор.
Объединение Северо-Восточной Руси в единое централизованное Русское государство завершилось в правление Ивана III (присоединение Новгорода (1478), Твери (1485), Вятской земли (1489), Верховских княжеств, Посемья и Северской земли (1500)) и Василия III (ликвидация формальной автономии Пскова (1510) и Рязани (1521), взятие Смоленска (1514)). Одновременно с этим проходила ликвидация последних уделов внутри собственно Московского княжества. Иван III стал также первым суверенным правителем России, отказавшись подчиняться ордынскому хану. Как и его предшественники Дмитрий Шемяка и Василий II, он использовал титул государя всея Руси, претендуя этим на все русские земли, в том числе находящиеся в составе Великого княжества Литовского. Конец XV — начало XVI веков стал своеобразным рубежом, до которого присоединяемые к России земли составляли с ней единое целое. Процесс присоединения остального наследства Древней Руси растянулся ещё на два столетия; к этому времени там набрали силу собственные этнические процессы.
Ниже перечисляются все территории, присоединённые московскими князьями к Московскому княжеству и великому княжеству Владимирскому (до его слияния с Московским) .
| Территория | Год приобретения              | Направление от Москвы, карта                               | Статус/источник территории, этапы её приобретения | Современный статус территории указано фактическое состояние                                                                              |
| --- | ----------------------------- | ---------------------------------------------------------- | --- | --- |
| Москва (город Москва и прилегающие к нему земли в среднем течении реки Москва, включая сёла: Звенигород, Рузу, Перемышль, Серпухов (?), которые позднее стали городами). | 1263                          | —                                                          | выделение из Владимира в удел (формально в 1263, фактически в 1271 году) | город федерального значения, центральная и северная часть Московской области                                                             |
| Коломна | 1300                          | юг                                                         | удел, от Рязани, захват, плата за союзническую помощь. | Коломенский, Воскресенский, Ступинский районы Московской области                                                                         |
| Лопастна и «Лопастеньские места», в том числе Серпухов (?) | 1300                          | юг                                                         | волости, от Рязани, расположенные на одноимённой реке. Вероятно, были присоединены вместе с Коломной. В 1353 году Лопастна захвачена Рязанью и оставалась в её составе . Окончательно присоединена вместе со всем Рязанским княжеством в 1521 году. | Ясногорский район Тульской области; Чеховский, Ступинский, Серпуховской районы Московской области                                        |
| Переславль-Залесский | 1302                          | север                                                      | удел, от Владимира, завещание и захват. В 1305 году был возвращён в состав великого княжества Владимирского (московские князья им тогда не владели). Окончательно присоединён вместе со всем Владимирским княжеством в 1363 году. | Переславский район Ярославской области                                                                                                   |
| Можайск | 1303 (по др. оценке ок. 1291) | запад                                                      | удел, от Смоленска, захват, плата за союзническую помощь. | Можайский район Московской области |
| Ростов (Сретенская половина) | 1328                          | север Архивная копия от 28 февраля 2008 на Wayback Machine | удел, от Владимира, ярлык. | Ростовский район Ярославской области |
| Галич | 1330-е                        | север                                                      | удел, от Владимира, покупка. В 1360—1363 годах воссоздан по решению Орды, окончательно присоединён в 1363 году. | Галичский район Костромской области |
| Углич | 1330-е                        | север                                                      | удел, от Ростова, покупка. | Угличский район Ярославской области |
| Белоозеро | 1330-е                        | север                                                      | удел, от Владимира, покупка. Вассалитет местных князей до 1380-х гг. | Белозерский район Вологодской области |
| Юрьев-Польский | 1347                          | север                                                      | удел, от Владимира, ярлык. | Юрьев-Польский район Владимирской области                                                                                                |
| Заберег | 1340-е                        | запад                                                      | волость от Новосильского княжества на берегу реки Береги, покупка. | Можайский район Московской области |
| «Места рязанские» (левый берег Оки) — Новый городок, Лужа, Верея, Боровск и др.                                                                                          | между 1353 и 1359             |                                                            | волости, от Рязани, обмен на территорию меньшей площади на правом берегу Оки: (Лопастна, уезд Мстиславль, Жадень городок, Жадемль, Дубок, Броднич). | Наро-Фоминский район Московской области, Боровский район Калужской области                                                               |
| Дмитров | 1360                          |                                                            | удел, от Владимира, ярлык, вассалитет с 1334 года. | Дмитровский район Московской области |
| Стародуб на Клязьме | 1363                          | восток                                                     | удел от Владимира, обстоятельства подчинения неизвестены, служилые князья до сер. XV века. | Ковровский район Владимирской области (с. Клязьминский городок)                                                                          |
| Владимир, Боголюбово, Ярополч, Кострома, великокняжеские части Торжка, Вологды и Волока Ламского и др..                                                                  | 1363/1389                     | восток, север                                              | великое княжество, номинальная столица Руси, ханские ярлыки с 1318 года (1318—1322, 1331—1359, 1362—1363), переезд митрополита из Владимира в Москву в 1325 году. С 1363 года навсегда за московскими князьями, в 1383 году признание Ордой, с 1389 года впервые передан по завещанию (от Дмитрия Донского к Василию I Дмитриевичу). | Владимирская, Костромская область |
| Ржев, Фоминский городок, Березуй | 1368                          |                                                            | уделы Смоленска, отвоёваны у Литвы (захвачены ей в 1359 году). Ржев непосредственно под власть Москвы. Фомин и Березуй — служебные князья. С 1372 года по начало 1380-х годов Ржев вновь в Литве. В 1390-е передан Твери. Через несколько лет вернулся Москве. Ещё раз передан Твери в 1445 году, в 1448 году захвачен у Твери Литвой, в 1449 возвращён Твери и в том же году по мирному договору с Литвой передана Москве. | Ржевский район Тверской области |
| Тула | между 1360 и 1381             | юг                                                         | от Орды, обстоятельства присоединения неизвестны. В 1380-е уступлена Рязани. В 1427-ок. 1434 в Литве. Затем опять у Рязани. Окончательно присоединена к Москве до 1483 года (вероятно, в конце правления Василия II). | Тульская область |
| «Места татарские и мордовские» | 1370-е                        | восток                                                     | от Орды. Захвачены совместно с Рязанью. Позднее, по-видимому, были возвращены Ордой, окончательно присоединены в 1433 или 1434 году. | Республика Мордовия |
| Мещёра (Кадом, Тёмников и др.) | ранее 1381                    | восток                                                     | от Орды, покупка у местных князей, ярлык в 1392 году. В 1450-е годы на части территории образовано подконтрольное Москве Касимовское ханство (ликвидировано в 1681 году). | Рязанская, Нижегородская область, Республика Мордовия                                                                                    |
| Медынь | 1386                          |                                                            | волость от Смоленска, «вытянуто» по судебной тяжбе. | Медынский район Калужской области |
| Устюжна | 1380-е                        |                                                            | волость от Ростова, обстоятельства присоединения неизвестны. | Устюженский район Вологодской области |
| Алексин | между 1390 и 1392             | юг                                                         | Владение митрополита (до этого, вероятно, волость Тарусского княжества), покупка. | Муниципальное образование город Алексин Тульской Области                                                                                 |
| Нижний Новгород, Юрьевец, Городец, Гороховец и др. | 1392                          | восток                                                     | великое княжество, покупка ханского ярлыка. В 1311—1320, кон. 1330-х — 1341 Нижний Новгород был под управлением князей из московского дома, в 1320-кон. 1330-х — в составе Владимирского княжества, в 1341 передан Суздалю и стал столицей объединённого княжества. После присоединения Нижний Новгород отошёл непосредственно к Москве, местные князья в качестве служилых продолжали владеть Городцом и Суздалем. С помощью Орды они на короткое время восстанавливали свою власть над Нижним Новгородом и воевали с московским князем (в 1408—1414, 1424—1428, 1445—1446 годах). | Нижегородская область |
| Муром | 1392                          | восток                                                     | княжество, покупка ханского ярлыка. | Муромский район Владимирской области |
| Таруса | 1392                          | юг                                                         | верховское княжество, покупка ханского ярлыка. Служилые князья. Окончательно к 1473 году. | Тарусский район Калужской области |
| Вологда, южная часть Коми | 1397                          |                                                            | от Новгорода (совладение), военной силой. Окончательно в 1462 году. | Вологодская область, Республика Коми |
| Устюг | 1397                          |                                                            | удел от Ростова. | Вологодская область |
| Бежецкий Верх, Торжок | 1389—1425                     |                                                            | от Новгорода (совладение) | Тверская область |
| Козельск | 1404                          | юг                                                         | верховское княжество, вероятно, захват у Литвы. В 1406 году завоёвано Литвой. В 1430-е вернулся к Москве (неизвестно по договору или силой). В 1447 опять захвачен Литвой. Окончательно отошёл к Москве в 1490-е годы. | Козельский район Калужской области |
| Ростов (Борисоглебская половина) | 1447                          |                                                            | удел, покупка по частям, окончательно выкуплен к 1474 году. | Ростовский район Ярославской области |
| Суздаль | 1440-е                        | восток                                                     | удел бывшего Нижегородско-Суздальского великого княжества. Вассалитет с 1392 года. В начале 1440-х город Суздаль отошёл в непосредственное владение Москвы. | Суздальский район Владимирской области                                                                                                   |
| Пермь Вычегодская | 1451                          |                                                            | первые русские поселения в начале XV века, присоединение в 1451 году. | Пермский край, Республика Коми |
| Романов (город и земли в нижнем течении реки Шексны) | 1450-е                        |                                                            | волости, от Ярославля, покупка женой Василия II княгиней Марией Ярославной. | Тутаевский район Ярославской области |
| Заозерско-Кубенское княжество | 1425—1462                     | север, восток                                              | удел, от Вологды. | Вологодская область |
| Ярославль | 1463                          |                                                            | великое княжество, покупка. | Ярославская область |
| Важская земля | 1471                          | север, восток                                              | в XIV—XV веках Новгородско-Ростовское совладение, захват. | Вологодская область, Архангельская область                                                                                               |
| Пермская земля (Пермь Великая) | 1472                          |                                                            | первые русские поселения в начале XV века, автономия с 1451 года, мятеж, захват и присоединение (северная Удмуртия — с 1489 года). | Пермский край, Республика Удмуртия |
| Новгород Великий, Старая Русса, Холм, Олонец, Великие Луки, Ладога, Карелия, Кола, Подвинье, Заволочье и др.                                                             | 1478                          | север Архивная копия от 23 мая 2006 на Wayback Machine     | Феодальная республика, захват. Сюзеренитет владимирских великих князей с середины XIII века. С 1456 года московско-новгородские войны, постепенная ликвидация автономии. Ивангород, Копорье, западная часть Карелии с 1583 года (Орешек с 1617) к Швеции. | Новгородская, Псковская, Ленинградская, Архангельская, Мурманская область, Республика Карелия, Республика Коми                           |
| Клин | 1482                          |                                                            | удел от Твери, захват. | Клинский район Московской области |
| Елец | 1483                          |                                                            | верховское княжество, способ присоединения неизвестен. | Елецкий район Липецкой области |
| Тверь, Кашин, Микулин, Зубцов и др. | 1485                          |                                                            | великое княжество, захват. | Тверская область, Лотошинский район Московской области                                                                                   |
| Вятская земля (Хлынов, Котельнич, Орлов, «Арские князья») | 1489                          |                                                            | вассалитет с 1411 по 1485 год, мятеж, захват. | Кировская область, Республика Удмуртия                                                                                                   |
| Вязьма | 1494                          |                                                            | от Литвы по договору в результате войны. | Вяземский район Смоленской области |
| Верховские княжества (Белёв, Воротынск, Мосальск, Новосиль и др.) | 1487—1494                     |                                                            | от Литвы по договору в результате войны, последние уделы ликвидированы к 1573 году. | Орловская, Калужская, Тульская, Брянская область                                                                                         |
| Югорская земля | 1483-1499                     |                                                            | вассалитет, автономия в 1478—1483 годах, окончательно к 1582 году. | Республика Коми, Ханты-Мансийский автономный округ                                                                                       |
| Брянск, Почеп,Торопец, Дорогобуж, Мценск, Стародуб, Рыльск, Чернигов, Любеч, Новгород-Северский, Путивль, Гомель                                                         | 1500—1505                     |                                                            | от Литвы по договору в результате войны, подтверждение в 1508 году в результате второй войны (но Любеч возвращался Литве), последние уделы ликвидированы в 1529 году. Гомель в Литве с 1537 года по итогам войны 1534—1537, Чернигов и Новгород-Северский — в Польше с 1618 года. | Смоленская, Тверская, Орловская, Тульская, Брянская область России, Гомельская область Белоруссии, Сумская, Черниговская область Украины |
| Курск | 1508                          |                                                            | от Литвы по итогам войны. | Курская область |
| Псков, Изборск, Гдов, Остров, Опочка и др. | 1510                          |                                                            | феодальная республика. Вассалитет с 1348 года, автономия в 1399—1510 годах | Псковская область |
| Волок Ламский | 1513                          |                                                            | в 1462 году выделен из Литвы в свой удел, совладение с Новгородом, вассалитет в 1494—1513 годах | Волоколамский район Московской области                                                                                                   |
| Смоленск, Рославль, Велиж и др. | 1514                          |                                                            | Удел. Вассалитет в 1355—1386 годах, в 1395—1514 годах в Литве, в 1609—1667 годах снова в Литве. Велиж с 1582 года в Литве по мирному договору после войны. | Смоленская область |
| Рязань, Старая Рязань, Переяславль Рязанский, Белгород, Пронск, Перевицк и др.                                                                                           | 1521                          | юг                                                         | великое княжество, военный союз с 1402 года, вассалитет с 1456 года, постепенный выкуп и завещание частей великого княжества с 1503 года. | Рязанская область |
| Себеж | 1535—1537                     |                                                            | от Литвы, покупка. С 1618 года в Речи Посполитой. | Себежский район Псковской области |

## Московско-литовское соперничество
Дальнейшее развитие Москвы и Литвы шло разными путями. Между землями, вошедшими в их состав, нарастали различия. В Московском княжестве под влиянием Орды складывалась централизованная система управления с авторитарной княжеской властью, знать находилась на положении княжеских слуг. Великое княжество Литовское, частично сохраняя традиции Киевской Руси (так называемый принцип старины), развивалось по центрально-европейским образцам с сохранением вассальных отношений между знатью и князем, автономией городов и некоторыми демократическими институтами.

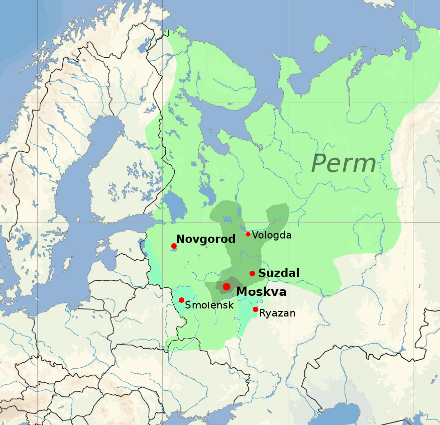
Рост Великого княжества Московского с 1390 по 1525 год

Череда русско-литовских войн конца XV — начала XVI веков привела к заметному сокращению территории Великого княжества Литовского в пользу Москвы. Верховские князья (земель верхнего течения Оки) заявили о переходе с литовской на московскую службу вместе с владениями, и «Пограничная» война завершилась победой Москвы (1494). В 1500 году потомки князей, изгнанных из Московского княжества после междоусобицы второй четверти XV века и владевшие чернигово-северскими землями (Василий Иванович Шемячич и Семён Иванович (князь стародубский северский)) перешли на московскую службу, и в результате войны треть территории Великого княжества Литовского отошла к Московскому. В 1514 году московские войска после нескольких попыток овладели Смоленском.

## Противостояние между Россией и Речью Посполитой
Начавшаяся в 1558 году Ливонская война, в которую в 1561 году вступило Великое княжество Литовское, оказалась для него непосильным бременем. В 1569 году оно было вынуждено объединиться с Королевством Польским и образовать общее государство, известное как Речь Посполитая. Кроме прочего, Великое княжество Литовское лишалось южнорусских (ныне украинских) земель, перешедших в состав Польши. Брестская уния 1596 года привела к расколу православного населения Речи Посполитой, борьбе униатов и православных и государственной дискриминации не принявших Унию. В рамках полемики обеих сторон наблюдалось как дальнейшее отчуждение униатов от идеи общерусского единства, так и усиленное обращение к ней в кругах православных деятелей Западной Руси, углубивших её идеологические основы и начала.
В 1654 году началась русско-польская война 1654—1667 годов, в которой Россия вновь поставила перед собой цель объединения всех русских земель вокруг Москвы и восстановление Древнерусского государства в его прежних границах. В результате войны к России была присоединена Левобережная Украина. В 1686 году была переподчинена Московскому патриархату Киевская митрополия. Земли Правобережной Украины (без Галиции) и Белоруссии вошли в состав Российской империи в результате второго раздела Речи Посполитой в 1793 году. Присоединение этих земель проходило под лозунгом «Отторженная возвратихъ», выгравированном на орденах.

## Галичина

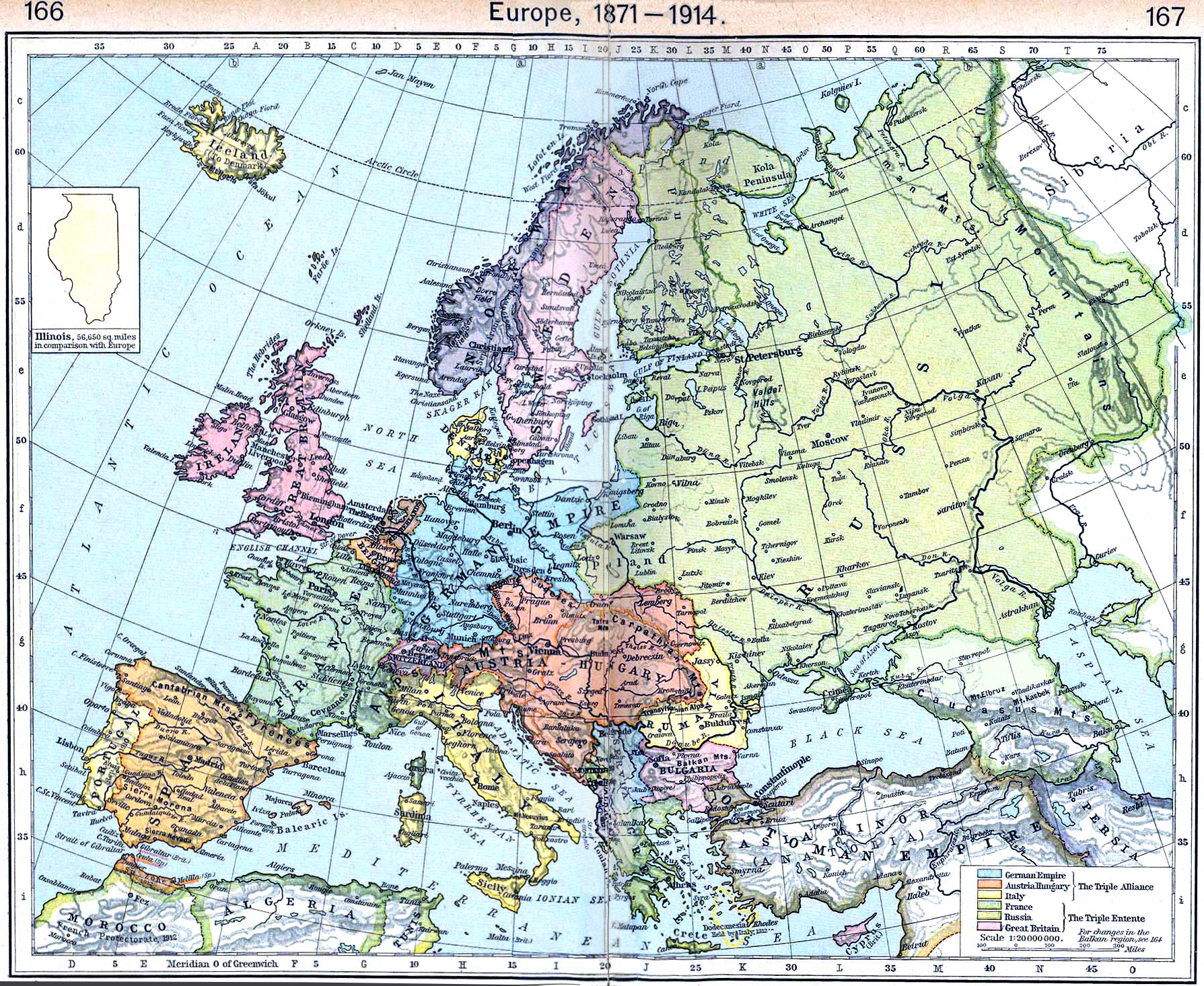
Российская империя в XIX веке (европейская часть)

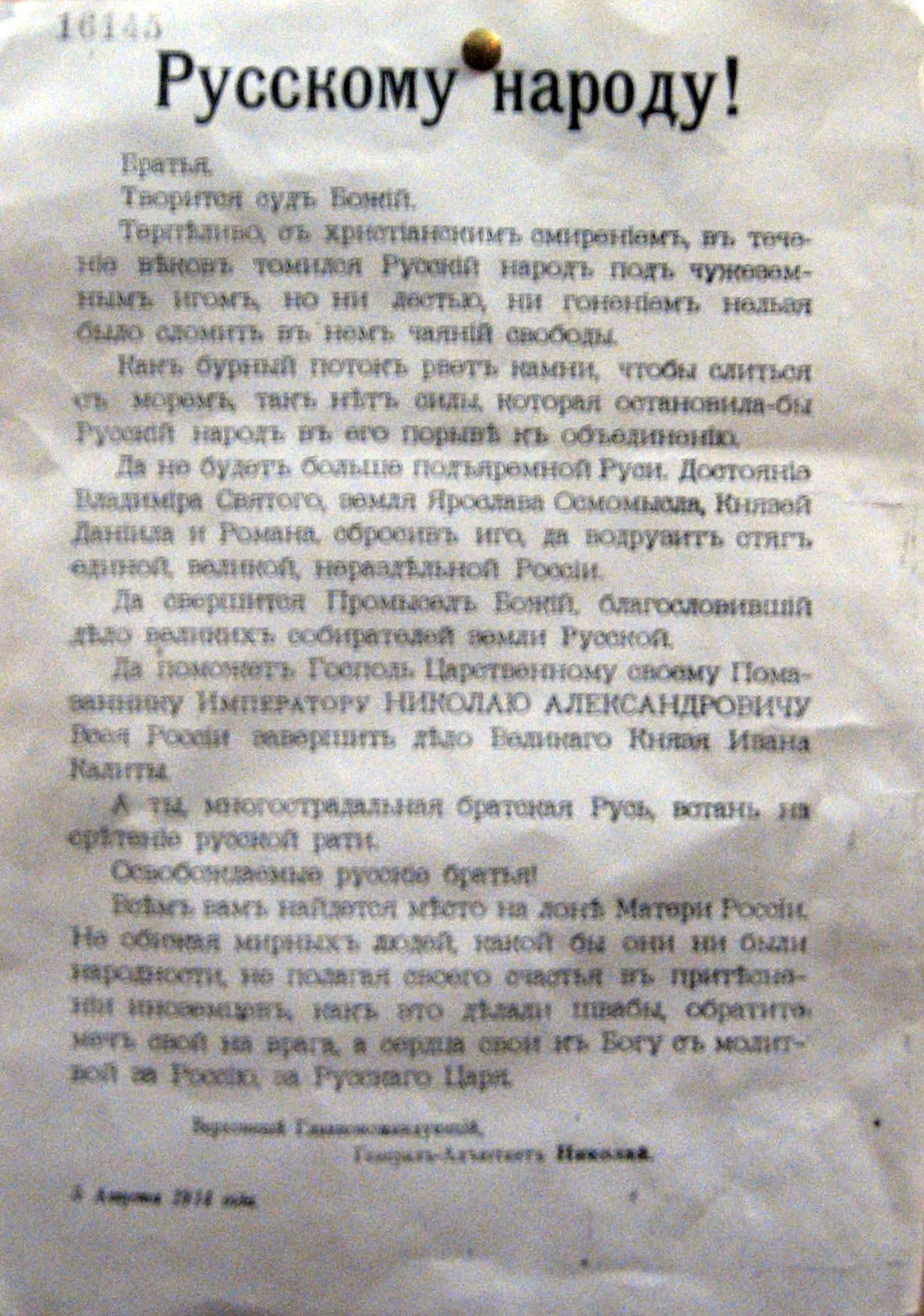
Обращение великого князя Николая Николаевича к жителям Галиции в 1914 году

Неприсоединёнными к Российской империи частями Руси в XIX веке оставались Галиция, отошедшая в результате разделов Речи Посполитой к Австро-Венгрии, Буковина и Закарпатье. Из России Австро-Венгрии поступали предложения об обмене Галицкого королевства на равные по площади части польской территории, однако они встречали отказ. После Галицийской битвы и занятия Львова русской армией в 1914 году, присоединение Галиции было воспринято общественностью в России как завершение многовекового процесса объединения Руси. В частности, в речи Народного совета Галицкой Руси к представителям русской армии говорилось о том, что «Дело Святого Петра, митрополита Галицкого и Московского и Московского государя Ивана Калиты, дело собирания Русской земли, продолжали Рюриковичи и Романовы. И только ныне царствующего государя Николая Александровича сподобил Господь завершить великое дело своих предков, святое дело собирания Русской земли. Присоединяя к державной Руси вотчину Святого Владимира Великого, Червенские городы, Русь Ярослава Осмомысла, Романа, Даниила и Льва, Он окончательно соединяет и объединяет Русскую Землю». В ответной речи, новый галицкий генерал-губернатор граф Георгий Бобринский также высказал мнение, что «завершилось великое историческое дело — дело собирания воедино русской земли. Нет более Подъяремной Руси». Схожее содержание было у обращения к галичанам главнокомандующего русской армией великого князя Николая Николаевича.